# Igești, Vrancea
Igești este un sat în comuna Țifești din județul Vrancea, Moldova, România. Se află în partea de est a județului, la contactul Subcarpaților de Curbură cu Câmpia Râmnicului. La recensământul din 2002 avea o populație de 256 locuitori.